# Spoorlijn 121 (België)
Spoorlijn 121 was een Belgische spoorlijn die Lambusart met Wilbeauroux verbond, de spoorlijn was 18,0 km lang.

## Geschiedenis
De lijn werd in verschillende fases geopend, Lambusart — Y du Marquis op 19 november 1874, Y du Marquis - Masses-Diarbois op 15 januari 1880, Masses-Diarbois — Jumet-Brûlotte op 3 juli 1879 en Jumet-Brûlotte — Wilbeauroux op 5 augustus 1880. Reizigersverkeer werd opgeheven tijdens of na de Tweede Wereldoorlog. Kort daarna werden de sporen opgebroken, behalve de baanvakken Le Vieux Campinaire — Ransart en Ransart — Masses-Diarbois, waar nog goederenverkeer bleef tot in 1983 en die in 1985 opgebroken werden. Deze gedeeltes hadden oorspronkelijk de respectievelijke lijnmummers 131A en 119B. 

## Huidige toestand
De lijn is volledig opgebroken.

## Aansluitingen
In de volgende plaatsen was er een aansluiting op de volgende spoorlijnen:
Lambusart
Spoorlijn 147 tussen Landen en Tamines
Y West Lambusart
Spoorlijn 131 tussen Y Noir-Dieu en Bois-de-Nivelles
Y du Marquis
Spoorlijn 131 tussen Y Noir-Dieu en Bois-de-Nivelles
Le Vieux Campinaire Formation
Spoorlijn 131/1 tussen Le Vieux Campinaire Formation en Y Nord de Gilly
Ransart
Spoorlijn 140 tussen Ottignies en Marcinelle
Houbois
Spoorlijn 119 tussen Chatelet en Luttre
Jumet-Brûlotte
Spoorlijn 119 tussen Chatelet en Luttre
Spoorlijn 119A tussen Jumet-Brûlotte en Marchienne-Est
Malavée
Spoorlijn 119 tussen Chatelet en Luttre
Wilbeauroux
Spoorlijn 112A tussen Roux en Piéton

## Lijn 256
Het gedeelte van lijn 121 tussen Ransart en Masse-Diarbois was tussen 1955 en 1983 industrielijn 256.

## Lijn 259
Het gedeelte van lijn 121 tussen Ransart en Le Vieux-Campinaire was tussen 1959 en 1983 industrielijn 259.